# 史翠蓋里亞
史翠蓋里亞（義大利語發音：[streɡeˈriːa]）是起源於南歐的巫術原型，但也包括意大利裔美國人巫術，该詞是一個古意大利語單字，意思是巫術，最常用的現代意大利語是stregoneria。史翠蓋里亞有時被稱為La Vecchia Religione（舊宗教）。
Stregoneria Italiana是一種在天主教會進入南歐前在當地流傳的stregoneria。Stregheria根植於民間魔法，與其他形式的巫術幾乎沒有關係。
雷文·格里馬西從1980年開始教授雅拉迪亞傳統（Aridian Tradition），并为此编撰过文章，他討論了加德納威卡所採用的意大利巫術元素，加德納威卡的靈感來自查爾斯·里蘭德的《雅拉迪亞，女巫福音》（1899年）。
保羅·索魯引用了諾曼·路易斯和達尼洛·道爾奇的話，來表明西西里的斯特雷加(strega)是一個充滿能力，而且可能是不可或缺的女巫，她能夠“安排婚姻，調製藥水，涉獵一點黑魔法，清理皮膚，並趕走惡魔”。
史翠蓋里亞可能是巫術的根源。部分學術文獻將史翠蓋里亞的時代放置在凱爾特地區實行巫術之前。大多數古老的宗教是通過家族傳承的（在這種情況下是古代和中世紀意大利的民間信仰）。史翠蓋里亞信仰以月亮女神和角神為中心的神系。這有助於威卡對神性的看法。

## 歷史
近代的運動起源於1970年代的義大利裔美國人里奧·馬丁洛。里奧在他 1973 年出版的《巫術：舊宗教》(Witchcraft: The Old Religion)一書中聲稱史翠蓋里亞屬於宗教巫術中的“家族傳統”。 Martello 在他的個人實踐中並沒有使用史翠蓋里亞這個詞，而是將其稱為傳統的Strega。
雷文·格里馬西在1980年時於加利福尼亞州的聖地亞哥地區開始教授雅拉迪亞傳統，這是一種在他在出版的作品中所展示的現代化系統。格里馬西在1981年至2009年間出版了兩本與雅拉迪亞傳統相關的書，義大利巫術和遺傳巫術(Italian Witchcraft和Hereditary Witchcraft)。
Stregheria這個詞在近代首先出現在格里馬西的Ways of the Strega（1994）中。在使用古意大利語術語時，格里馬西遵循了傑洛德·加德納的方式，他使用古英語的wicca來指代他所謂的女巫崇拜的追隨者。這個詞早先在吉羅拉莫·塔塔羅蒂所寫的Apologia della Congresso Notturno Delle Lamie（1751 年）中發現，他使用stregheria將意大利巫術描述為對黛安娜的崇拜。儘管這一觀點的有效性受到美國學者的質疑，但意大利民族史學家保羅·波頓在最早的女巫審判記錄中，包括在Canon Episcopi中，已經證明了對黛安娜的崇拜 。此外，通過對比1384年和1390年在米蘭審判官面前對Sybil de Laria和Pierina de Bugatis進行的審判，波頓展示了審判官如何直接從異教徒對黛安娜的崇拜中構建出圍繞邪惡女巫的信仰。
格里馬西在1998年創立了雅拉西亞傳統(Arician Tradition)，他认为雅拉西亞傳統是史翠蓋里亞的入門級版本。

## 雷文·格里馬西
雷文·格里馬西是一個意大利裔美國作家的筆名，他于1951年在拿坡里出生，並在一個意大利移民的家庭中長大。1969年，他在聖地亞哥參與了一個自稱為加德納威卡的女巫會。格里馬西还是意大利巫術的雅拉迪亞和雅拉西亞傳統的創始人。2004年，他辭去了《雅拉西亞巫術》的導演長老一職。格里馬西目前（截至 2009年）居住在馬薩諸塞州，是Ash、Birch和Willow傳統的指導長老，以及五角星團的聯合主任。他曾是十字路口學院的聯合主任。
據報導，格里馬西是幾代前住在拿坡里的意大利女巫'卡倫達·塔瓦尼的後裔。格里馬西說他早期的訓練是意大利巫術和民間魔法的混合體。
雷文·格里馬西對新異教的興趣始於1969年，他開始進入一個自稱是聖地亞哥加德納威卡的系統，儘管該傳統的說法最終被證明是錯誤的。 十年後，格里馬西開始教授雅拉迪亞傳統，他將其描述為意大利巫術或史翠蓋里亞的現代系統[1]，是他為非入門者創建的。格里馬西還研究了卡巴拉和其他威卡教傳統，例如布里特式和皮克特-蓋爾系統，根據Encyclopedia of Wicca & Witchcraft，他在1983年獲得了三級啟蒙。格里馬西還在2001年在加利福尼亞州埃斯孔迪多的第一威卡教堂接受了傳統凱爾特巫術的三級啟蒙。

### 對歷史上的「巫術宗教」的看法
格里馬西在他的書中有一個共同觀點，也就是出現在查爾斯·里蘭德的《雅拉迪亞，女巫福音》（1899 年）中的女巫崇拜假說，大意上是說歐洲巫術是古代的前基督教形式的延續。
格里馬西將史翠蓋里亞的根源描述為伊特拉斯坎教的融合分支，後來與“托斯卡尼農民宗教”、中世紀基督教異端和敬奉相融合。
格里馬西將里蘭德的書《雅拉迪亞，女巫福音》視為雅拉迪亞原始故事的基督教化和扭曲版本，他認為雅拉迪亞是一個名叫Aradia di Toscano的凡人女性。然而，格里馬西確實認可了里蘭德雅拉迪亞材料中的一些元素，例如在Tregenda或Sabbat中包含滿月儀式和聖餐，以及女神和神像的萬神殿。
格里馬西認為，Aradia di Toscano將一種基於古代伊特拉斯坎教的巫術傳給了她的追隨者（格里馬西稱其為“三合會氏族”）。三合會氏族被稱為三個相關的女巫氏族的聯盟，稱為塔納拉、賈納拉和法納拉。
民俗學家薩賓娜·馬格里奧科指出，格里馬西從未聲稱要完全複製意大利移民到北美的做法，他承認意大利裔美國移民「以他們的方式融入了一些威卡元素」。

### 對於家庭傳統的宣稱
對於格里馬西聲稱屬於「家庭傳統」的宗教巫術的報導引起了批評。格里馬西回應說，雖然他寫過這樣的家庭傳統，但他故意從未在書中明確提及自己的家庭，但盧埃林的營銷部門設計了將他描述為在這樣的家庭傳統中長大。格里馬西並不否認自己是家族血統的承載者，而是選擇通過不提及或提及特定成員來保護其家庭的隱私（因此他使用了化名）。
薩賓娜·馬格里奧科批評了格里馬西的一些說法，她確實指出「格里馬西從未聲稱完全複製了意大利移民到北美的做法；他承認意大利裔美國移民“以他們的方式融入了一些威卡元素」。在親自與格里馬西見面之後，馬格里奧科在給石榴讀者論壇的信中寫道：
I had the pleasure of meeting Raven Grimassi during the summer of 2001, unfortunately after the final draft of my article had already been submitted to The Pom.  He was very gracious and helpful to me. From information he revealed during our interview, I can say with reasonable certainty that I believe him to have been initiated into a domestic tradition of folk magic and healing such as I describe in my article.

## 實踐

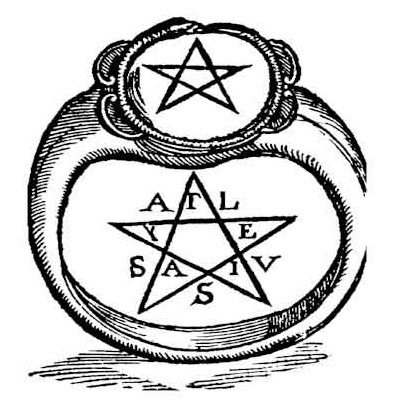
五角星環的圖畫，來自克羅托內, 義大利, 由IMAGINI DEGLI DEI ANTICHI (Vincenzo Cartari, 1647)拍攝

格里馬西的傳統圍繞著一對被視為神聖戀人的雙神論神，他們可能有許多不同的名字，包括：烏尼和提尼亞、狄娜和提尼亞、黛安娜和達努斯、珍娜和雅努斯等等。實踐包括慶祝季節性假期、儀式魔法、嚴格遵守至少半年的天空儀式，以及對神靈、祖先和特定傳統神靈的崇敬。史翠蓋里亞本身有不同的傳統，個人的做法可能會有很大差異。
在將史翠蓋里亞與威卡進行比較時，格里馬西指出了兩者之間的相似之處和不同之處。他為認為史翠蓋里亞與在根源層面上與威卡有很大不同，並斷言傑洛德·加德納的威卡中的許多基本概念可以在意大利巫術和古代地中海神秘教派的早期作品中找到。